# Sete Barras
Sete Barras is een gemeente in de Braziliaanse deelstaat São Paulo. De gemeente telt 13.148 inwoners (schatting 2009).

## Aangrenzende gemeenten
De gemeente grenst aan Eldorado, Juquiá, Registro, São Miguel Arcanjo en Tapiraí.